# Les Aventures extraordinaires d'Adèle Blanc-Sec (film)
Pour les articles homonymes, voir Les Aventures extraordinaires d'Adèle Blanc-Sec et Les Aventures extraordinaires d'Adèle Blanc-Sec (album).
Pour plus de détails, voir Fiche technique et Distribution.
Les Aventures extraordinaires d'Adèle Blanc-Sec est un film d'aventures fantastique français écrit, produit et réalisé par Luc Besson, sorti en 2010.
Il s’agit de l'adaptation cinématographique de la bande dessinée du même titre de Jacques Tardi (1976).

## Synopsis
À Paris, vers 1912, le professeur Espérandieu mène des expériences de télépathie et réveille accidentellement un œuf de ptérosaure vieux de 135 millions d’années au Muséum national d’histoire naturelle. La créature tue un ancien préfet, qui partageait du bon temps dans un fiacre avec une danseuse du Moulin Rouge. Seul Ferdinand Choupard, un passant ivre, est témoin de la scène avant d’être arrêté par la police. Rapidement, les témoignages d’apparitions du monstre se multiplient, provoquant l’inquiétude publique. Le président de la République Armand Fallières confie l’affaire à la Police nationale, qui échoit au très décoré mais maladroit inspecteur Albert Caponi.
Pendant ce temps, Adèle Blanc-Sec, célèbre journaliste et écrivaine de voyage, trouve en Égypte la momie du médecin du pharaon Ramsès II, Patmosis. Elle veut le ramener à la vie grâce à Espérandieu pour qu’il soigne sa sœur Agathe, plongée dans le coma après un malheureux accident de tennis où une épingle à chapeau s'est plantée dans son front. Après avoir affronté son ennemi juré, le mystérieux professeur Dieuleveult, Adèle récupère la momie et rentre à Paris. Cependant, sa mission se complique lorsque Espérandieu est condamné à mort, accusé d’être responsable des attaques du ptérosaure. Ni Caponi, ni le célèbre chasseur Justin de Saint-Hubert ne parviennent à capturer la créature.
Avec l’aide de Andrej Zborowski, un chercheur du Jardin des Plantes secrètement amoureux d’Adèle, le ptérosaure est attiré dans une cachette. Adèle, chevauchant l’animal, sauve Espérandieu juste avant son exécution. Mais Saint-Hubert finit par tirer sur le ptérosaure, la blessure étant simultanément ressentie par Espérandieu en raison de leur lien psychique. La blessure est fatale, mais Espérandieu réussit avant de mourir à réanimer la momie. Mais celle ci qui s'avère être Semothep, le physicien du pharaon, et ne peut donc soigner Agathe.
Adèle se souvient alors que la momie de Ramsès II ainsi que celles de sa cour, y compris son médecin, sont exposées au Louvre. Elle s'y rend accompagnée de Semothep, et réveillent toute la cour momifiée exposée, y compris le pharaon. Patmosis parvient à sauver Agathe. Fasciné, le pharaon décide de découvrir Paris, et toute la cour sort se promener la nuit, effrayant une fois de plus Choupard, toujours malchanceux.
Après ces aventures, Adèle décide de partir en vacances. Elle embarque sur ce qui s'avère être le RMS Titanic, tandis que Dieuleveult l'observe de loin, la narguant sarcastiquement en lui souhaitant « bon voyage ».
Dans une scène post-générique, Ménard poursuit Saint-Hubert avec un fusil, toujours furieux qu’il ait abattu le ptérosaure. Il est finalement arrêté par Caponi, tandis que deux gorilles observent Saint-Hubert d’un air menaçant.

## Fiche technique
Sauf indication contraire, les informations mentionnées dans cette section peuvent être confirmées par la base de données cinématographiques IMDb,  présente dans la section « Liens externes ».
- Titre original : Les Aventures extraordinaires d'Adèle Blanc-Sec
- Titre anglophone : The Extraordinary Adventures of Adèle Blanc-Sec
- Réalisation : Luc Besson
- Scénario : Luc Besson, d'après la série de bandes dessinées éponyme créée par Jacques Tardi
- Musique : Éric Serra
- Direction artistique : Gilles Boillot, Dominique Moisan et Patrick Tandiang
- Décors : Hugues Tissandier
- Costumes : Olivier Bériot
- Photographie : Thierry Arbogast
- Son : Vincent Cosson, François-Joseph Hors, Ken Yasumoto
- Montage : Julien Rey
- Production : Virginie Besson-Silla
- Sociétés de production[1] : EuropaCorp, Apipoulaï Prod et TF1 Films Production, avec la participation de Canal+, en association avec Sofica Europacorp et Cofinova 6
- Sociétés de distribution[2] : EuropaCorp Distribution (France) ; Belga Films (Belgique) ; Les Films Séville (Québec) ; Pathé Films AG (Suisse romande)
- Budget : 31,94 millions €[3]
- Pays de production :  France
- Langues originales : français, anglais, espagnol
- Format[4] : couleur - 35 mm - 2,35:1 (Cinémascope) - son DTS | Dolby Digital | Dolby SRD
- Genre : aventures, action, policier, comédie, fantastique
- Durée : 107 minutes
- Dates de sortie[5] :
  - Belgique : 9 avril 2010 (Festival international du film fantastique de Bruxelles) ; 14 avril 2010 (sortie nationale)[6]
  - France, Suisse romande : 14 avril 2010[7]
  - Québec : 4 février 2011[8]
  - États-Unis : 1er octobre 2013 (sortie directement en DVD)
- Classification[9] :
  - France : tous publics (conseillé à partir de 10 ans)[10],[11]
  - États-Unis : des scènes peuvent heurter les enfants - accord parental souhaitable (PG - Parental Guidance Suggested)[Note 1]
  - Belgique : tous publics (Alle Leeftijden)[6]
  - Suisse romande : interdit aux moins de 7 ans[12]
  - Québec : tous publics (G - General Rating)[8]

## Distribution
- Louise Bourgoin : Adèle Blanc-Sec
- Philippe Nahon : le professeur Ménard, un scientifique au jardin des plantes de Paris
- Gilles Lellouche : l'inspecteur Léonce Caponi
- Nicolas Giraud : Andrzej Zborowski, jeune assistant du professeur Ménard
- Jean-Paul Rouve : Justin de Saint-Hubert, chasseur de safari professionnel
- Mathieu Amalric : Dieuleveult, un savant et médecin égyptologue
- Jacky Nercessian : Marie-Joseph Espérandieu, un savant spécialiste de l'Égypte
- Laure de Clermont-Tonnerre : Agathe Blanc-Sec, la sœur jumelle d'Adèle
- Gérard Chaillou : le président Armand Fallières
- Frédérique Bel : une bourgeoise à l'exécution d'Espérandieu
- Isabelle Caro : la momie Nocibis
- Bernard Lanneau : le narrateur (voix)
- Moussa Maaskri : Akbar
- Serge Bagdassarian : Choupard
- Claire Pérot : la danseuse Nini les Gambettes
- François Chattot : Pointrenaud
- Youssef Hajdi : Aziz
- Guillaume Briat : le crieur de la porte Saint-Denis
- Swann Arlaud : le crieur devant l'Élysée
- Jean-Louis Barcelona : Louis
- Philippe Girard : Cheval
- Éric Naggar : l'éditeur d'Adèle
- Manu Layotte : le porteur
- Monique Mauclair : Miranda
- Roland Marchisio : le policier bègue
- Armand Éloi et Christophe Seureau : les bourgeois à l'exécution d'Espérandieu
- Régis Royer : la momie Patmosis
- Matila Malliarakis : la momie Semothep
- Stanislas de la Tousche : le chauffeur Pointrenaud
- Christian Erickson (en) : la momie Ramsès II
- Jacques Tardi : le poinçonneur (non crédité)

## Production

### Origine: la série de bande dessinée

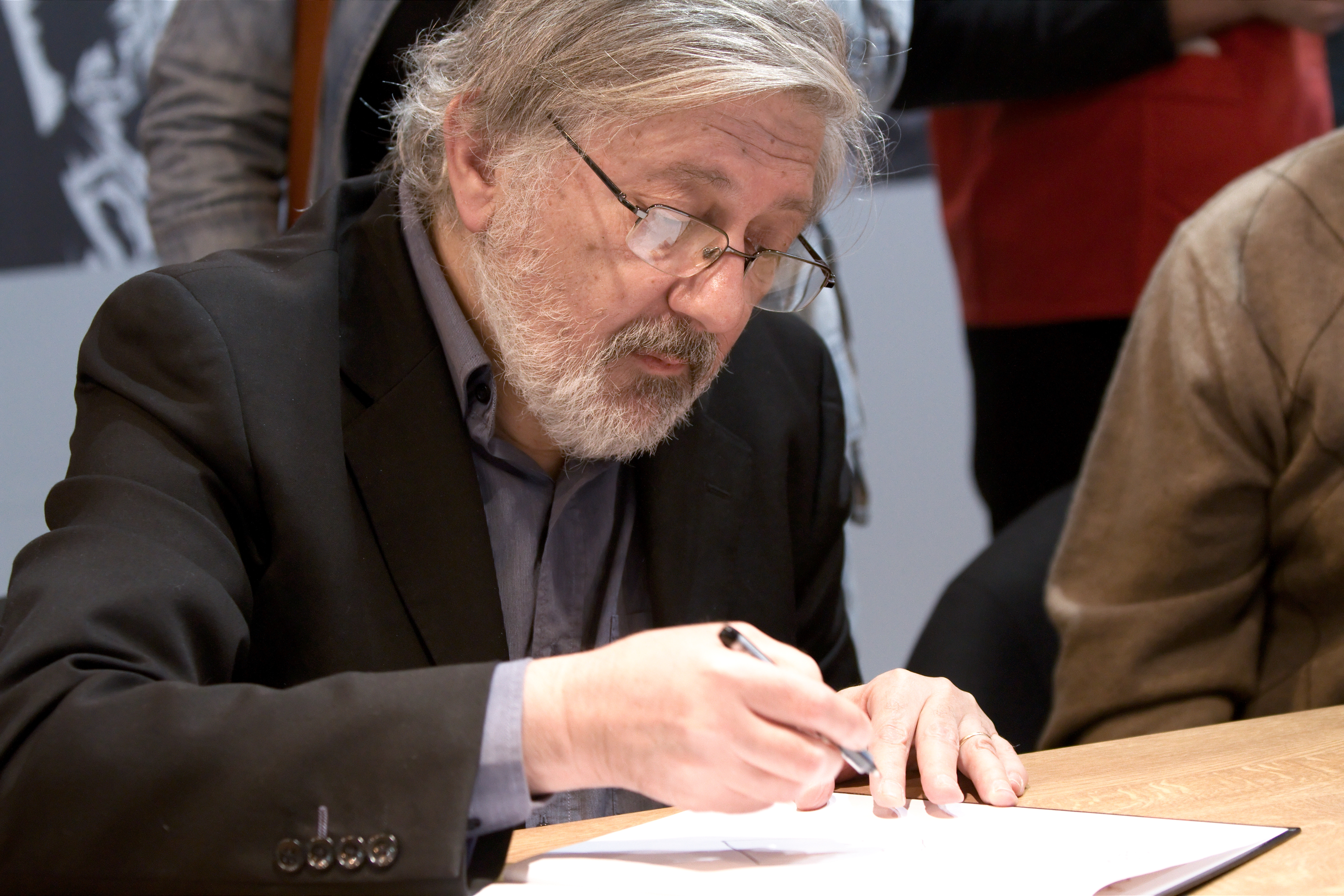
Jacques Tardi au Salon du livre de Paris, le 28 mars 2010 en bande dessinée à l'occasion de la sortie du film.

Les Aventures extraordinaires d’Adèle Blanc-Sec est à l'origine une série de bande dessinée franco-belge créée en 1976 par Jacques Tardi pour les éditions Casterman après la parution dans le quotidien Sud Ouest du 25 janvier 1976 au 10 mars 1976.
Après Mai 68, l'auteur multiplie les idées d'émancipation et de lutte pour l'égalité des sexes pour créer une héroïne Les Aventures d’Édith Rabatjoie, qui deviendra par la suite le second personnage principal d'Adèle et la Bête, premier tome de la série Les Aventures extraordinaires d'Adèle Blanc-Sec. C'est au début du deuxième tome, Le Démon de la Tour Eiffel, qu'Adèle Blanc-Sec acquiert définitivement sa propre identité : Édith Rabatjoie s'y tue en tentant de traverser la Manche à bord d’un Ptérodactyle II. D'autre part, l'auteur a toujours été intéressé par le roman-feuilleton, populaire à la Belle Époque, le célèbre Arsène Lupin créé en 1905, et par les lieux de Paris. C'est pourquoi Adèle Blanc-Sec vit à cette époque. Quant à l'ambiance fantastique, il s'inspire du réalisateur allemand Fritz Lang et l'écrivain Jules Verne pour les incroyables inventions.

### Naissance du film
EuropaCorp, société de production de Luc Besson et Pierre-Ange Le Pogam, annonce avoir acheté en janvier 2008 les droits de la série Les Aventures extraordinaires d'Adèle Blanc-Sec de Jacques Tardi afin de l'adapter à l'écran en trois longs métrages. Le nom du réalisateur n'est alors pas annoncé. Cette discrétion durera jusqu'en mai 2009, lors du Marché du film du festival de Cannes 2009, où Luc Besson révèle sa volonté de réaliser cette adaptation.

« Cela faisait dix ans que nous essayions de récupérer les droits d’adaptation de la bande dessinée de Jacques Tardi. Luc Besson a toujours été passionné par Adèle Blanc-Sec, ce personnage hors du commun. À l’époque, les droits avaient été cédés à un réalisateur de renom mais le projet n’a jamais vu le jour. Quand nous avons appris que les droits étaient de nouveau disponibles, nous n’avons pas hésité une seconde et tout s’est fait très vite. »

— La productrice Virginie Silla
C'est à l'âge de ses seize ou dix-sept ans que Luc Besson découvre Adèle Blanc-Sec, offert par son père, et sans doute aux alentours de 2000 qu'il se passionne pour le personnage d'Adèle au point de songer à une adaptation cinématographique. Pour commencer, il contacte l'auteur de la bande dessinée, Jacques Tardi, mais découvre que ce dernier est déjà en contact avec un autre réalisateur. Quelques années plus tard, Luc Besson le rappelle et apprend l'annulation du projet ainsi que la volonté ferme de l'auteur de ne plus vouloir en entendre parler. Il le rencontre alors régulièrement dans le but de le convaincre.

« Je le rappelais régulièrement en lui disant que je n'étais pas le cinéma. Petit à petit, on a commencé à prendre le thé, à discuter. »

— Luc Besson
L'auteur lui donne en fin de compte carte blanche après six années d’attente et de négociations.

### Scénario
Pour écrire le scénario, Luc Besson s'inspire de deux des quatre premiers tomes: Adèle et la Bête (1976) et Momies en folie (1978).

« J'ai commencé à écrire Adèle Blanc-Sec et je suis vraiment tombé amoureux du script. Lorsqu’il a fallu choisir le réalisateur, j’ai écarté une demi-douzaine de très bons cinéastes, trouvant toujours de mauvaises excuses. Je me suis donc rendu à l’évidence : si j’étais aussi difficile pour choisir un réalisateur, c’est que j’avais envie de le diriger moi-même. »

— Luc Besson

### Attribution des rôles

#### Indiana Jones en jupon

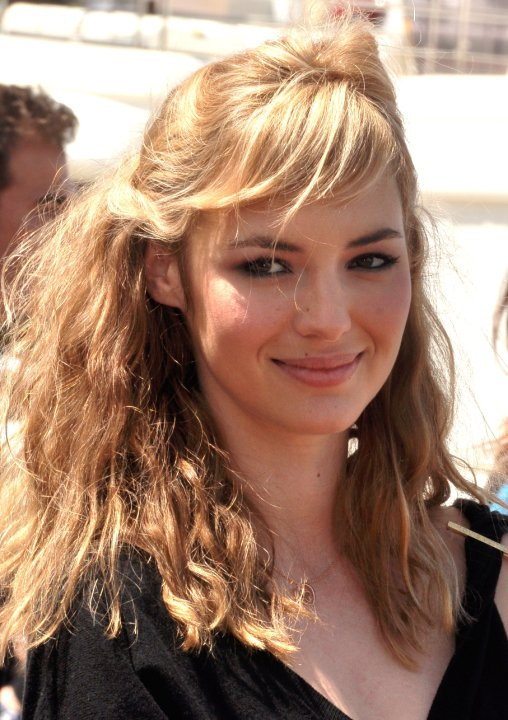
Louise Bourgoin au Festival de Cannes 2010.

Après avoir joué le rôle-titre Sagan de Diane Kurys (2008), Sylvie Testud a été un moment pressentie pour incarner Adèle Blanc-Sec avant que Luc Besson eut officialisé son choix : ce sera Louise Bourgoin. Il l'avait appréciée dans La Fille de Monaco d'Anne Fontaine (2008) et a appelé son agent pour s'organiser la rencontre.

« Le fait qu’elle soit capable d’interpréter toutes sortes de personnages différents m’a séduit car cette aptitude là est rare. Son talent est parfaitement adapté au rôle d’Adèle pour lequel elle doit avoir une quinzaine de déguisements. Nous nous sommes rencontrés, elle m’a plu tout de suite, j’étais sûr que c’était elle Adèle. Louise est une personne très ouverte, toujours sur le coup, capable de passer du chaud au froid en un clin d’œil tout comme le personnage d’Adèle en moins folle… Elle est une jeune femme extrêmement sérieuse sur qui l’on peut compter. Avec Adèle c’est un peu plus compliqué parce qu’elle poursuit sa route et rien ne peut l’arrêter ! Sur le tournage, l’équipe avait surnommé Louise « la comptable » parce qu’elle passait son temps à vérifier les raccords, les nombres de plans, elle savait tout. Notre collaboration a été une vraie révélation. »

— Luc Besson, à propos du choix de Louise Bourgoin

« C'était en décembre 2008. Je marchais dans la rue et l'assistante de Luc Besson m'a appelée : il désire me voir, “Est-ce que je peux me libérer ?” On est allé déjeuner. Il m'a donné le script d'Adèle Blanc-Sec. Je l'ai lu et l'ai appelé aussitôt pour lui dire que j'avais très envie de le faire. On a re-déjeuné ensemble et il m'a serré la main et dit : “O.K., c'est toi !” »

— Louise Bourgoin
Lancer la carrière d'une actrice au cinéma est une manière habituelle chez Luc Besson qui a su révéler Anne Parillaud dans Nikita, Natalie Portman dans Léon et encore Milla Jovovich dans Le Cinquième Élément, Jeanne d'Arc.

#### Autres rôles
Ayant déjà joué le rôle du méchant comme dans Quantum of Solace (2008) face à James Bond, Mathieu Amalric est l'un des acteurs que le réalisateur admire beaucoup. Luc Besson explique apprécier « aussi bien l’homme que l’acteur, l’un des plus doués de sa génération, capable de se métamorphoser d’une manière incroyable ». Il le choisit ainsi pour incarner le redoutable Dieuleveult. C'est grâce à son fils que Mathieu Amalric a accepté le rôle car, alors, il avait pris la décision de suspendre son métier d'acteur au profit de la mise en scène.
Gilles Lellouche est choisi pour incarner l'inspecteur Léonce Caponi. Luc Besson et lui se sont déjà connus en 2003 sur le tournage de son premier court métrage Pourkoi... passkeu. Le réalisateur lui demande de prendre du poids avant de commencer le film, puis d'ajouter quelques coussins autour de son corps pour bien camper son personnage Caponi.
L'auteur Jacques Tardi de bande dessinée originale incarne un poinçonneur, son épouse et leur fils apparaissent également dans le film, sur l'insistance de Luc Besson pour un clin d'œil.

### Tournage

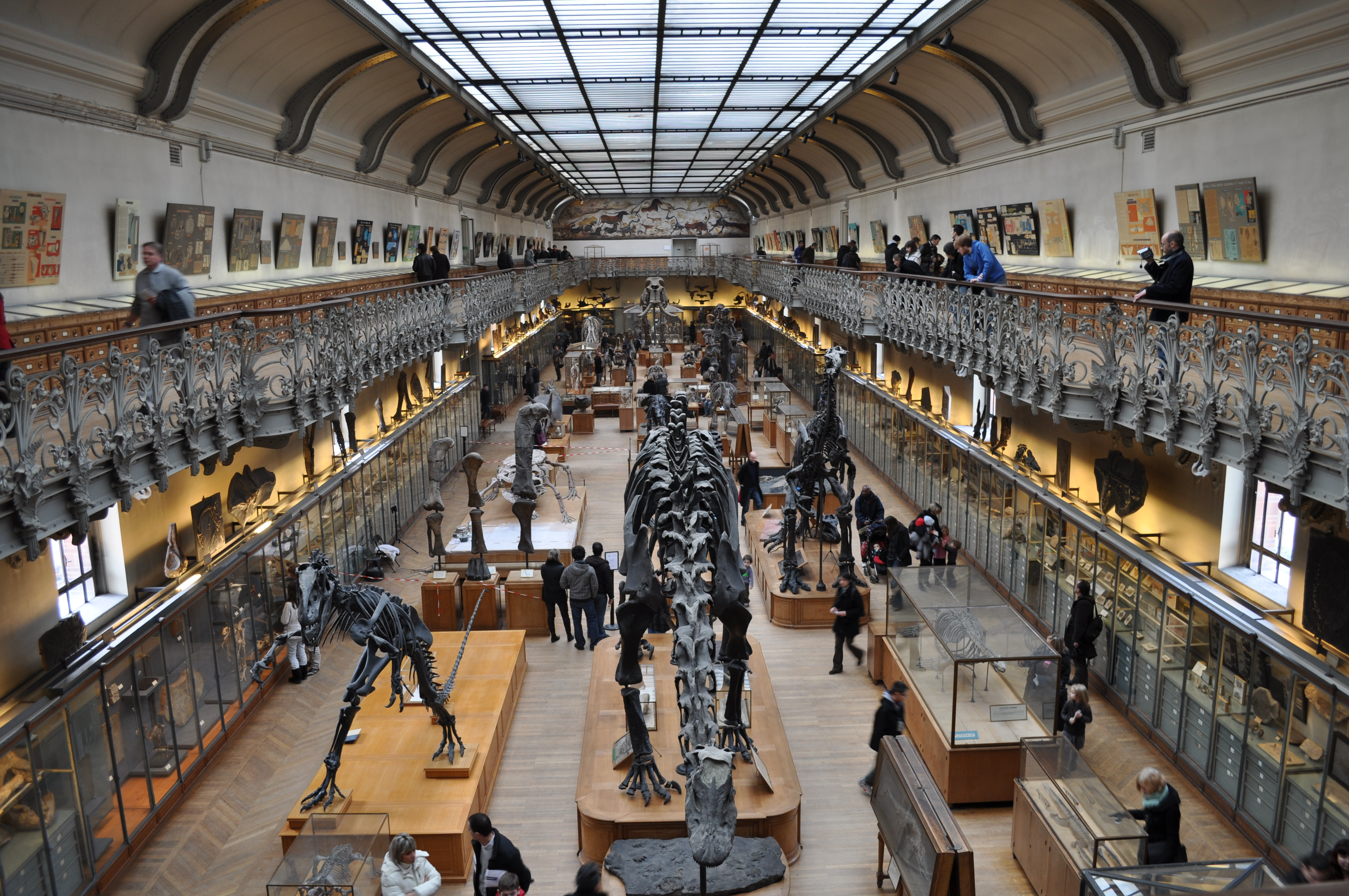
Galerie de paléontologie du Muséum au Jardin des Plantes, lieu de l'éclosion du ptérodactyle du scénario.

Avec un budget de trente millions d'euros, le tournage débute en août 2009 comme prévu, au cœur de Paris, à la Porte Saint-Denis, à la place de la Concorde, à Madeleine et dans la rue de Rivoli, toutes transformées dans le style du début du XXe siècle, mais aussi au Palais de l'Élysée et au Palais du Louvre. « J’ai préféré tourner à Paris même, plutôt que sur fond vert ou en studio, afin de faire de belles images de la ville, même si j’ai passé cinq mois à effacer les feux rouges, panneaux et tout ce qui n’était pas d’époque », précise Luc Besson.
Mi-octobre 2009, toute l'équipe se retrouve au Jardin des Plantes pour filmer l'intérieur de la galerie de paléontologie du Muséum national d'histoire naturelle où commence l'intrigue, celle de l'éclosion d'un œuf de ptérodactyle. C'est un endroit idéal pour Luc Besson, alors fidèle à la série. Sans oublier le zoo de Vincennes, fermé au public depuis fin novembre 2008 pour rénovation jusqu'au printemps 2014, il y conserve encore quelques girafes, des hippopotames, des lémuriens, etc.
Début novembre, le tournage a lieu à Mortagne-au-Perche dans l'Orne, une commune se situant non loin de Saint-Langis-lès-Mortagne et de Bazoches-sur-Hoëne, à Cherbourg-en-Cotentin dans la Manche ainsi qu'aux studios de Bry-sur-Marne,.
Une semaine après, l’équipe s'envole vers l'Égypte, précisément au Caire, pour capter les décors naturels où le personnage d’Adèle Blanc-Sec a affaire avec la momie Patmosis et filme à partir des six heures du matin avant que les touristes ne viennent les perturber. La plupart des scènes égyptiennes s'est en revanche déroulée en studio où près de huit cents mètres carrés de décors sont construits, près de huit mois de préparation.
Les derniers moments de tournages amènent à la gare de l'Est, avec deux cent figurants et une cinquantaine de véhicules avec lesquels la « séquence est devenue périlleuse à cause de risques de neige », raconte le réalisateur. « La production, dont ma femme Virginie à sa tête, en avait eu la trouille faramineuse. Mais depuis le début, j'étais persuadé qu'il neigerait pas. Et j'ai gagné mon pari ! ». Des plans de la locomotive sont par ailleurs réalisés à Longueville en Seine-et-Marne.
Le tournage du film a duré dix-huit semaines, d'août à novembre 2009.

### Musique
Catherine Ringer signe avec Éric Serra la première chanson du générique de fin L'Adèle. Après un intermède filmé, le générique final complet apparaît, accompagné de la chanson Adèle Blanc-Sec, interprétée en duo par Louise Bourgoin et Thomas Dutronc.

## Accueil

### Promotion et sortie
EuropaCorp révèle son premier teaser en décembre 2009 ainsi que sa première affiche du film sur laquelle montre Louise Bourgoin en Adèle Blanc-Sec avec son gigantesque chapeau du XIXe siècle voilant une partie de son visage, et sa bande-annonce officielle en mars 2010. Quant au poster, après différentes présentations, deux s'affichent définitivement début avril 2010 : le premier sous forme de dessin repère, l'ombre de la bête réveillant la surprise d'Adèle Blanc-Sec en pleine salle du Muséum d'histoire naturelle et le second, l'héroïne étant en premier plan sur le ptérodactyle avec les têtes sur les angles.
Une chasse au ptérodactyle a été ouverte le 1er avril 2010 sur la page Facebook d'Adèle Blanc-Sec : l'objectif de ce jeu de piste est de découvrir les ptérodactyles cachés sur les plans de pagesjaunes.fr en résolvant trois énigmes en rapport avec l’histoire et les vidéos du film. Le gagnant remportera un voyage en Égypte sur les traces d'Adèle Blanc-Sec.
Une application iPhone inspirée de l'univers d'Adèle Blanc-Sec a également été créée. Développée par Dassault Systèmes, elle permet de faire poser le ptérodactyle sur ses photos, en réalisant son propre montage à partir de la taille, l'orientation et pose choisies pour le ptérodactyle.
L'avant-première du film a d'abord lieu au 28e Festival international du film fantastique de Bruxelles le 10 avril 2010 en présence de Luc Besson, de Louise Bourgoin et de Jean-Paul Rouve, puis à l'UGC Normandie à Paris le 12 avril 2010.

### Accueil critique
Sur l'agrégateur américain Rotten Tomatoes, le film récolte 84 % d'opinions favorables pour 25 critiques.
En France, le site Allociné propose une note moyenne de 2,8⁄5 à partir de l'interprétation de critiques provenant de 25 titres de presse. Le film reçoit un accueil mitigé dans l'ensemble de la presse, même si des journaux d'ordinaire peu tendres avec le cinéma de Luc Besson lui ont été assez favorables. Les spectateurs sont également partagés et le film est jugé dans l'ensemble assez moyen.

#### Critiques positives
Les Inrockuptibles, dont les journalistes n'ont pas été conviés aux projections de presse, s'avouent agréablement surpris par le résultat final, « loin de la daube ultime à laquelle on pouvait s'attendre au vu des productions Europa Corp ». Pour l'hebdomadaire culturel, le film ne s'est pas laissé dévorer par son imposant budget et réussit à conserver « la légèreté et le charme modeste d’un épisode d’une série télé des années 1960/1970 ». Le journal relève l'hommage de Luc Besson à James Cameron à travers certains plans et l'utilisation narrative du Titanic. La dimension comique du film est louée : « pour une fois chez Besson, cela ne manque ni de fraîcheur, ni de fantaisie ». Télérama salue également l'humour du film et l'habileté de cette superproduction « qui évite le dopage artificiel des récits d'aventures ». Le journal déplore toutefois la piètre qualité des dialogues. D'autres journaux, comme Le Monde, Le Parisien, ou Têtu, reprennent ce grief et rappellent que la faiblesse des dialogues constitue le talon d'Achille du cinéaste depuis ses débuts.
Le mensuel Studio Ciné Live juge favorablement cette « comédie d'aventure débridée et délirante », remplie de « références et de clins d'œil ». Le journal y voit le meilleur film de Besson « depuis longtemps ». Le magazine Première se réjouit que Luc Besson n'ait pas cédé à l'hystérie ou à la surenchère de ses films précédents et évoque « un divertissement familial qui vaut le coup », même s'il n'atteint pas la densité et la noirceur de son modèle de papier, ce que Ouest-France souligne également. Le Figaro évoque un film « distrayant » mais regrette, à l'inverse des précédents journaux, que le film utilise les bruyantes « recettes des blockbusters hollywoodiens », ce que corrobore Le Parisien en évoquant un scénario « surchargé de péripéties ».

#### Critiques négatives
Le quotidien Le Monde souligne le flottement du film qui oscille entre « les programmes pour la jeunesse des après-midi (…) et le grand spectacle hollywoodien ». Le journal regrette la faiblesse de la reconstitution historique, noyée sous les signes d'une contemporanéité un peu infantile. Le Point évoque lui aussi un casting inégal ainsi qu'un « manque de cohérence formelle », qui hésite « entre le ton parodique propre à la bande dessinée et l'aventure à grand spectacle ». L'Express juge le film « de bonne facture » mais un peu « trop illustratif ». Les Cahiers du cinéma relève les analogies entre l'univers de Besson et celui de Jean-Pierre Jeunet et trouve le film « moins régressif » que les autres films de Besson. Pourtant, souligne la revue de cinéma, « le récit ne décolle jamais, les dialogues sont plats, (…) les personnages grossiers ».
La prestation de Louise Bourgoin a été diversement appréciée : Télérama précise qu'elle « n'est pas encore une actrice confirmée » mais que son « faux-naturel » à la Brigitte Bardot insuffle de l'énergie et de la fraîcheur au film. L'Express y décèle « la naissance d'une comédienne qui va compter ». Studio Ciné Live salue la prestation de l'actrice qui fait d'Adèle Blanc-Sec une héroïne « résolument contemporaine », même s'il regrette son débit quelquefois trop rapide ou mécanique: elle fait souvent preuve d'une bien mauvaise diction. Le Monde déplore toutefois que l'actrice se soit débarrassée de « l'air renfrogné qui faisait tout le charme de l'Adèle de papier ». Même grief chez Le Point, pour qui l'actrice, « malgré tous ses efforts, offre une performance bien éloignée de l'aplomb et du piquant de la Blanc-Sec » de Tardi. Le Monde regrette également la réduction des seconds rôles à des caricatures (comme Gilles Lellouche et Jean-Paul Rouve). Ce défaut est également relevé par le magazine Première, qui trouve les deux acteurs « désastreux », par Fluctuat.net qui déplore leur sur-jeu et par Les Cahiers du cinéma (« piteux Gilles Lellouche, dont la moindre intention de jeu ne fait que désigner la surcouche de latex, qui est en fait un gros patachon obsédé par la bouffe »). La prestation de Mathieu Amalric recueille en revanche les faveurs de la presse, — son apparition étant même jugée trop courte,,,.

### Box-office
La première projection parisienne du mercredi 14 avril 2010 dans les vingt-trois salles fait 2 656 entrées,, soit une bonne moyenne de cent quinze entrées par copie, avant que le film ne prenne la première place en une semaine avec 642 629 entrées pour 636 copies sur toute la France. Ce n'est pourtant pas le meilleur démarrage chez le réalisateur depuis Léon (1994) atteignant les 792 000 entrées. Au bout de la quatrième semaine, à partir du 5 mai 2010, le film se retrouve au sixième rang avec 1 386 796 entrées pour 604 séances, détrôné trois semaines auparavant par Camping 2 de Fabien Onteniente qui se retrouve au premier rang (2 948 282 entrées) et Iron Man 2 de Jon Favreau au deuxième (1 807 608 entrées) depuis deux semaines.
Ce fut un succès en Chine avec 5,5 millions d'euros de recettes en deux semaines. C'est également la plus grosse réussite jamais réalisée en Chine : Selon UniFrance « avec près de 2 millions d’entrées, il devient le plus gros succès à ce jour[Quand ?] pour un film de langue française sur ce territoire » ; bien que la production française EuropaCorp la plus rentable dans le pays ait été Le Transporteur 3 totalisant 6 millions d'euros en 2009.
Sorti dans 17 pays, le film a récolté 34 millions $ US.
| Pays ou région | Box-office        | Date d'arrêt du box-office | Nombre de semaines |
| -------------- | ----------------- | -------------------------- | ------------------ |
| Mondial        | $34 604 339 $     |                            | 32                 |
| France         | 1 621 846 entrées | 7 juillet 2010 (fin)       | 11                 |
| Monde,         | 4 858 328 entrées |                            | 32                 |

## Distinctions
En 2011, Les Aventures extraordinaires d'Adèle Blanc-Sec a été sélectionné 5 fois dans diverses catégories et a remporté 2 récompenses,.

### Récompenses
- César 2011 : César des meilleurs décors pour Hugues Tissandier.
- Fantasporto 2011 : Prix du public du meilleur long métrage pour Luc Besson.

### Nominations
- César 2011 : Meilleurs costumes pour Olivier Bériot.
- Festival Bande et Ciné - Festival d'adaptation de bandes dessinées à l'écran 2011 : Meilleur film pour Luc Besson.
- Rendez-vous with French Cinema à Londres et Edimbourg 2011 : Meilleur long métrage pour Luc Besson.

## Analyse

### Anachronismes

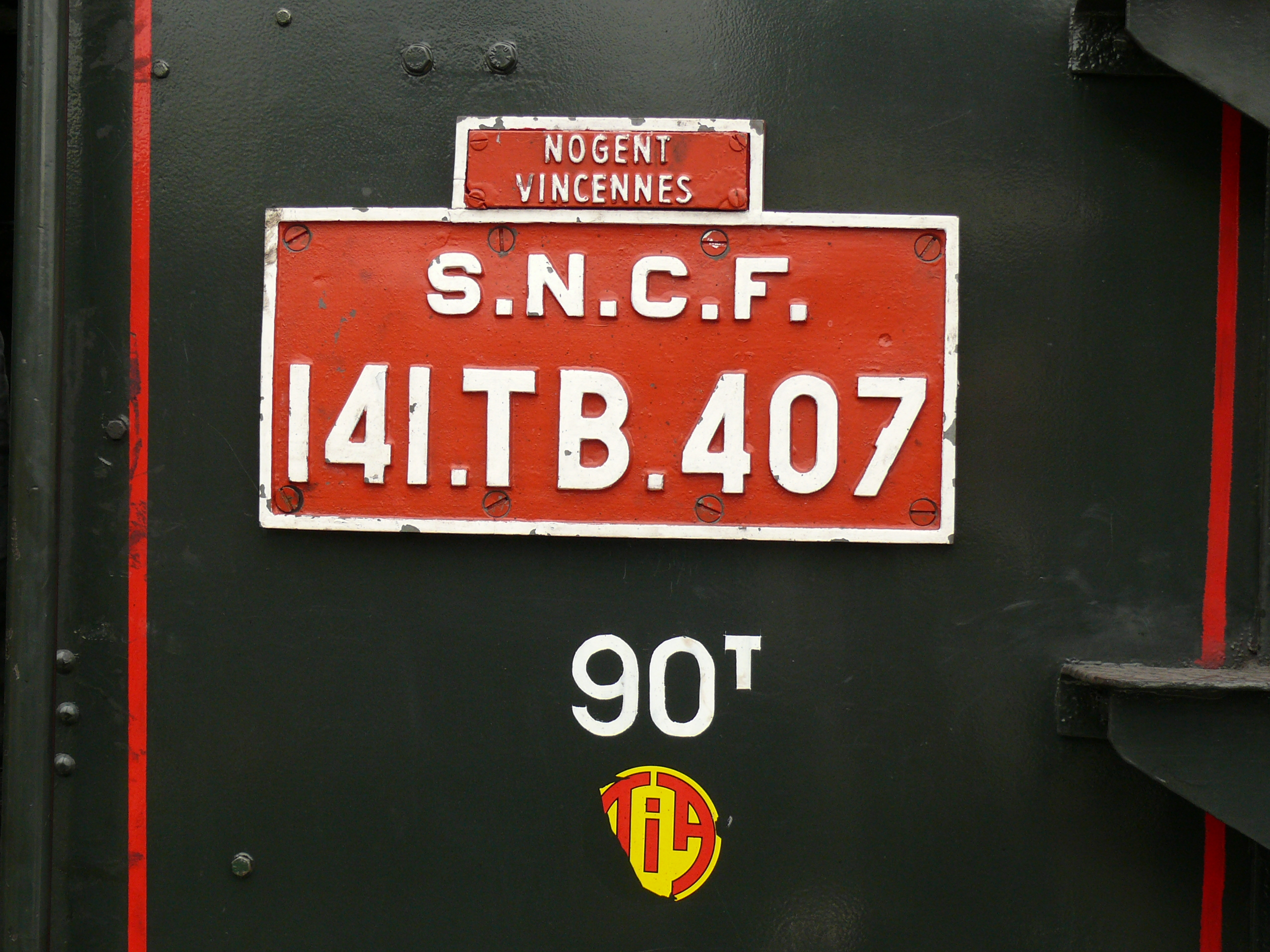
Plaques de la locomotive 141 TB 407, montrant son dépôt historique d'appartenance : Nogent-Vincennes.

Dès la campagne de promotion, certaines erreurs ont été repérées : 
- La locomotive visible dans le film est une 141 TB 407[66] appartenant à l'AJECTA, datant de 1913 (or l'action du film se situe en 1912) et présente de façon visible des plaques de la SNCF qui ne sera créé qu'en 1938. Cependant, la plaque est originale, car la SNCF a exploité ce type de locomotive[66].
- Sur une affiche du film on distingue au fond de la galerie de paléontologie du Muséum une fresque de la grotte de Lascaux, qui n'a été découverte qu'en 1940.
- Lors de la partie de tennis entre Adèle Blanc-Sec et sa sœur Agathe, la surface supérieure du filet est faite en plastique, matière qui n'est pas encore utilisée à cette époque.
- Dans la cour Napoléon du musée du Louvre, on distingue la statue de Louis XIV en Marcus Curtius, d'après Le Bernin, placée à la fin du XXe siècle alors qu'on devrait y voir un square[67] au centre, orné d'un monument à Léon Gambetta du sculpteur Jean-Paul Aubé.
- Alors que l'action se déroule à la Belle Époque, Adèle Blanc-Sec fredonne, devant le ptérodactyle, Mon truc en plumes, chanson écrite en 1961 par Bernard Dimey pour Zizi Jeanmaire.
- La momie de Ramsès II est conservée dans le sarcophage de Toutânkhamon.
- Des tas de pièces d'or sont disposés autour de la tombe de Patmosis, contemporain de Ramsès II (XIIIe siècle av. J.-C.) alors que les premières pièces de monnaie apparaissent seulement en Lydie vers le VIIe siècle av. J.-C.

Autres anachronismes
- La scène de l'exécution capitale, dans la cour de la prison, anticipe de 27 ans la fin des exécutions sur la voie publique, qui sera décidée le 24 juin 1939 par décret-loi d'Édouard Daladier, président du Conseil.
- Il est aussi question de l'Exposition coloniale au bois de Vincennes , mais celle-ci n'a lieu qu'en 1931 (date d'apogée de l'Empire colonial français).
- La facture du livre dédicacé par Adèle ne correspond pas à un imprimé du début du XXe : reliure dos carrée collée, couverture en carton couché, impression de la couverture en quadrichromie, design.
- On peut distinguer l'inscription « R.M.S. Titanic » sur les bouées du paquebot, or en réalité celles-ci ne portaient pas d'inscription[68].
- Par ailleurs, Adèle embarque sur le paquebot lors de son escale à Cherbourg, dont l'on peut voir la gare transatlantique. Or celle-ci n'a été inaugurée qu'en 1933.
- Espérandieu parle d'un œuf de 130 millions d'années alors que le ptérodactyle a vécu au Jurassique (information par ailleurs correctement donnée dans le film), et que ce dernier s'est terminé il y a 145 millions d'années.